# Brad Drewett
Brad Drewett (* 19. Juli 1958 in Maclean, New South Wales; † 3. Mai 2013 in Sydney, New South Wales) war ein australischer Tennisspieler.

## Leben
Drewett gewann 1975 und 1977 den Juniorentitel der Australian Open. 1981 konnte er an der Seite von Erik van Dillen sein erstes von insgesamt sieben Doppelturnieren auf der ATP Tour gewinnen. 1982 errang er in Kairo seinen ersten von zwei Einzeltiteln, vier weitere Male stand er in einem Finale. Seine höchste Notierung in der Tennisweltrangliste erreichte er 1984 mit Position 34 im Einzel sowie 1988 mit Position 18 im Doppel.
Sein bestes Einzelergebnis bei einem Grand-Slam-Turnier war das Erreichen des Viertelfinals bei den Australian Open 1976. In der Doppelkonkurrenz erreichte er an der Seite von Marty Davis 1988 und 1989 jeweils das Halbfinale der Australian Open.
Drewett wurde 1980 ein einziges Mal in die australische Davis-Cup-Mannschaft berufen und spielte beim 5:0-Sieg gegen Japan die Doppelpartie an der Seite von Mark Edmondson. Sie gewannen das Match. Drewett wurde er in der Folge nicht mehr berücksichtigt.
Drewett war verheiratet und hatte zwei Kinder. Nach dem Ende seiner Profikarriere machte er sich als Geschäftsmann selbständig, zudem war er als Kommentator beim australischen Fernsehsender Channel 9 tätig. Zwischen 1999 und 2003 war er Executive Vice President, seit 2006 war er Chief Executive Officer der ATP. Zudem war er seit 2001 Turnierdirektor der ATP World Tour Finals. Ab Anfang 2012 war Drewett Präsident und geschäftsführender Chairman der ATP.
Bei Drewett wurde am 14. Januar 2013 eine Amyotrophe Lateralsklerose (ALS, auch Lou-Gehrig-Syndrom oder Charcot-Krankheit) diagnostiziert, an der er am 3. Mai 2013 starb.

## Erfolge
| Legende                       |
| Grand Slam                    |
| Tennis Masters Cup            |
| ATP Masters Series            |
| ATP International Series Gold |
| Grand Prix (9)                |
| ATP Challenger Series (3)     |

| ATP-Titel nach Belag |
| Hartplatz (2)        |
| Sand (2)             |
| Rasen (2)            |
| Teppich (3)          |

### Einzel

#### Turniersiege

##### ATP Tour
| Nr. | Datum            | Turnier      | Belag | Finalgegner     | Ergebnis      |
| --- | ---------------- | ------------ | ----- | --------------- | ------------- |
| 1.  | 28. Februar 1982 | Kairo        | Sand  | Claudio Panatta | 6:3, 6:3      |
| 2.  | 31. Juli 1983    | South Orange | Sand  | John Alexander  | 4:6, 6:4, 7:6 |

##### Challenger Tour
| Nr. | Datum              | Turnier  | Belag     | Finalgegner     | Ergebnis      |
| --- | ------------------ | -------- | --------- | --------------- | ------------- |
| 1.  | 28. September 1986 | Brisbane | Hartplatz | Craig A. Miller | 0:6, 6:1, 6:4 |

#### Finalteilnahmen
| Nr. | Datum           | Turnier   | Belag     | Finalgegner      | Ergebnis |
| --- | --------------- | --------- | --------- | ---------------- | -------- |
| 1.  | 11. Januar 1981 | Adelaide  | Rasen     | Mark Edmondson   | 5:7, 2:6 |
| 2.  | 18. August 1985 | Cleveland | Hartplatz | Brad Gilbert     | 3:6, 2:6 |
| 3.  | 10. Juli 1988   | Newport   | Rasen     | Wally Masur      | 2:6, 1:6 |
| 4.  | 15. April 1989  | Seoul     | Hartplatz | Robert Van’t Hof | 5:7, 4:6 |

### Doppel

#### Turniersiege

##### ATP Tour
| Nr. | Datum             | Turnier   | Belag       | Partner         | Finalgegner                         | Ergebnis      |
| --- | ----------------- | --------- | ----------- | --------------- | ----------------------------------- | ------------- |
| 1.  | 12. Juli 1981     | Newport   | Rasen       | Erik van Dillen | Kevin Curren Billy Martin           | 6:2, 6:4      |
| 2.  | 21. August 1983   | Stowe     | Hartplatz   | Kim Warwick     | Fritz Buehning Tim Gullikson        | 4:6, 7:5, 6:2 |
| 3.  | 13. Oktober 1985  | Brisbane  | Teppich (i) | Marty Davis     | Bud Schultz Ben Testerman           | 6:2, 6:2      |
| 4.  | 27. Oktober 1985  | Melbourne | Teppich (i) | Matt Mitchell   | Nduka Odizor David Dowlen           | 4:6, 7:6, 6:4 |
| 5.  | 24. November 1985 | Hongkong  | Hartplatz   | Kim Warwick     | Jakob Hlasek Tomáš Šmíd             | 3:6, 6:4, 6:2 |
| 6.  | 1. Februar 1987   | Sydney    | Rasen       | Mark Edmondson  | Peter Doohan Laurie Warder          | 6:4, 4:6, 6:2 |
| 7.  | 14. Februar 1988  | Lyon      | Teppich (i) | Broderick Dyke  | Michael Mortensen Blaine Willenborg | 3:6, 6:3, 6:4 |

##### Challenger Tour
| Nr. | Datum          | Turnier         | Belag | Partner       | Finalgegner                  | Ergebnis      |
| --- | -------------- | --------------- | ----- | ------------- | ---------------------------- | ------------- |
| 1.  | 19. April 1981 | San Luis Potosí | Sand  | George Hardie | Rich Andrews Kevin Cook      | 5:7, 6:3, 7:6 |
| 2.  | 4. Mai 1986    | Loipersdorf     | Sand  | Wally Masur   | Peter Carlsson Olli Rahnasto | 6:1, 6:4      |

#### Finalteilnahmen
| Nr. | Datum             | Turnier       | Belag         | Partner         | Finalgegner                      | Ergebnis      |
| --- | ----------------- | ------------- | ------------- | --------------- | -------------------------------- | ------------- |
| 1.  | 5. April 1981     | Linz          | Hartplatz (i) | Pavel Složil    | Anders Järryd Hans Simonsson     | 4:6, 6:7      |
| 2.  | 9. November 1981  | Hongkong (1)  | Hartplatz     | Marty Davis     | Chris Dunk Chris Mayotte         | 4:6, 6:7      |
| 3.  | 15. Januar 1984   | Auckland      | Hartplatz     | Chip Hooper     | Brian Levine John Van Nostrand   | 5:7, 2:6      |
| 4.  | 14. Juli 1985     | Gstaad        | Sand          | Mark Edmondson  | Wojciech Fibak Tomáš Šmíd        | 7:6, 4:6, 4:6 |
| 5.  | 1. November 1987  | Hongkong (2)  | Hartplatz     | Marty Davis     | Mark Kratzmann Jim Pugh          | 7:6, 4:6, 2:6 |
| 6.  | 16. Oktober 1988  | Sydney Indoor | Hartplatz (i) | Marty Davis     | Darren Cahill John Fitzgerald    | 3:6, 2:6      |
| 7.  | 13. November 1988 | Wembley       | Teppich (i)   | Marty Davis     | Ken Flach Robert Seguso          | 5:7, 2:6      |
| 8.  | 6. Mai 1990       | Singapur      | Hartplatz     | Todd Woodbridge | Mark Kratzmann Jason Stoltenberg | 1:6, 0:6      |